# Infidèle (film, 2002)
Cet article concerne le film de Adrian Lyne. Pour le film de Liv Ullmann, voir Infidèle.
Pour les articles homonymes, voir Infidèle.
Pour plus de détails, voir Fiche technique et Distribution.
Infidèle (Unfaithful) est un film américano-franco-allemand réalisé par Adrian Lyne et sorti en 2002. Il s'agit d'un remake du film français La Femme infidèle (1969) de Claude Chabrol.

## Synopsis
Connie Sumner (Diane Lane) a tout pour être heureuse : un mari aimant et qui a professionnellement réussi (Richard Gere) avec qui elle a déjà vécu 11 ans de mariage, un fils adorable et une spacieuse maison dans une banlieue cossue et tranquille de New York. Lors d'une journée venteuse à Manhattan, elle tombe et se blesse au genou. Elle est secourue par un jeune Français, Paul Martel (Olivier Martinez), marchand de livres anciens, qui la soigne dans son loft du quartier de SoHo. D'abord fidèle à son mari, elle résiste au charme viril du séducteur. Mais entre désir et remords, elle cède finalement au désir et commet l'irréparable.
Edward prend conscience que sa femme devient distante vis-à-vis de lui et lorsqu'il se rend compte qu'elle lui a menti pour expliquer une de ses absences, il engage un détective privé, Frank Wilson, pour la  suivre. Celui-ci lui confirme l'infidélité de Connie, photos à l'appui. Edward va retrouver Paul dans son appartement, où il a d'abord une explication froide avec le jeune homme. Mais en inspectant les lieux, il tombe sur une boule à neige qu'il reconnaît comme un cadeau qu'il a donné à Connie pour un anniversaire de mariage. Lorsque Paul révèle que Connie la lui a offerte, Edward perd pied et lui fracture le crâne. L'homme meurt dans une mare de sang. Edward retrouve son sang-froid et, alors qu'il efface ses empreintes, entend un message de sa femme laissé sur le répondeur de Paul, lui annonçant qu'elle met fin à leur relation car elle fait trop de mal à sa famille. Edward efface les messages, enveloppe le corps dans un tapis, le transporte dans le coffre de sa voiture et le laisse dans une décharge.
La famille de Paul signale sa disparition. Deux inspecteurs de police trouvent le numéro de téléphone de Connie dans le loft puis une semaine plus tard le cadavre de Paul. Lorsqu'ils lui demandent comment elle l'a rencontré, elle prétend qu'elle l'a croisé lors d'une vente de charité, ce que corrobore son mari, à sa grande surprise. Connie comprend que son mari sait tout et la protège lorsqu'elle découvre inopinément les photos du détective Frank Wilson : elle réalise qu'il est le meurtrier lorsqu'elle retrouve la boule à neige dans son propre domicile. Elle lui demande des explications mais celui-ci se met en colère, lui révélant que c'était elle qu'il voulait tuer, et non Paul. Dans les jours qui suivent, Connie découvre dans la boule à neige un compartiment caché contenant une photographie d'elle, Edward, et leur bébé Charlie, avec un message d'amour d'Edward, à ne pas ouvrir avant leur vingt-cinquième anniversaire de mariage.
Alors que Connie brûle les photos d'elle et de Paul dans la cheminée, Edward lui annonce qu'il va se livrer à la police. Connie refuse, en disant qu'ils sont les seuls à connaître la vérité et qu'ils vont s'en sortir. Leur famille semble retrouver une vie normale. Une nuit en voiture, alors que Charlie dort sur la banquette arrière, Connie propose à Edward de disparaître au Mexique et de changer de vie. Ce dernier semble accepter. Le dernier plan montre leur voiture à un feu rouge devant un poste de police, ce qui suggère qu'ils seront toujours hantés par la culpabilité d'Edward et la crainte qu'elle soit découverte. La voiture va-t-elle redémarrer ou Edward va-t-il entrer au poste de police ?

## Fiche technique
Sauf indication contraire, les informations mentionnées dans cette section peuvent être confirmées par la base de données cinématographiques IMDb,  présente dans la section « Liens externes ».
- Titre français et québécois : Infidèle
- Titre original : Unfaithful
- Réalisation : Adrian Lyne
- Scénario : Alvin Sargent et William Broyles Jr., d'après le film La Femme infidèle écrit et réalisé par Claude Chabrol
- Musique : Jan A. P. Kaczmarek
- Direction artistique : John Kasarda
- Décors : Brian Morris
- Costumes : Ellen Mirojnick
- Photographie : Peter Biziou
- Montage : Anne V. Coates
- Production : G. Mac Brown et Adrian Lyne
  - Déléguée : Lawrence Steven Meyers, Arnon Milchan et Pierre-Richard Muller
- Sociétés de production : Fox 2000 Pictures, New Regency Productions, Epsilon Motion Pictures et Unfaithful Filmproduktion GmbH & Co. KG
- Sociétés de distribution : 20th Century Fox (États-Unis), UGC Fox Distribution (France)
- Budget : 50 millions de $[3]
- Pays d'origine :  États-Unis,  France,  Allemagne
- Langue originale : anglais (avec quelques dialogues en français)
- Format : couleur (DeLuxe) — 35 mm — 1,85:1 — son Dolby Digital
- Genre : thriller, drame
- Durée : 124 minutes
- Dates de sortie : 
  - États-Unis : sortie limitée le 8 mai 2002, sortie nationale le 10 mai 2002
  - France : 5 juin 2002
- Classification :
  - États-Unis : R - Restricted
  - France : tous publics

## Distribution
- Richard Gere (VF : Richard Darbois) : Edward Sumner
- Diane Lane (VF : Martine Irzenski) : Connie Sumner
- Olivier Martinez (VF : lui-même) : Paul Martel
- Chad Lowe (VF : Patrick Mancini) : Bill Stone
- Margaret Colin (VF : Danièle Douet) : Sally
- Erik Per Sullivan (VF : Gwenaël Sommier) : Charlie
- Željko Ivanek (VF : Yves Beneyton) : l'inspecteur Dean
- Michelle Monaghan (VF : Caroline Victoria) : Lindsay
- Kate Burton (VF : Monique Nevers) : Tracy
- Dominic Chianese (VF : Vania Vilers) : Frank Wilson
- Gary Basaraba (VF : Jacques Bouanich) : l'inspecteur Mirojnick

 Source et légende : version française (VF) sur RS Doublage, AlloDoublage  et VoxoFilm

## Sortie et accueil

### Accueil critique
Le film a reçu des critiques mitigées, bien que Diane Lane ait reçu des éloges pour sa performance. Il a actuellement un taux d'approbation de 50 % sur le site Rotten Tomatoes, sur la base de 166 avis, avec une note moyenne de 5,78/10 et cette synthèse : « Diane Lane brille dans le rôle, mais le film n'ajoute rien de nouveau au genre et la résolution de l'intrigue n'est pas satisfaisante ». Le site Metacritic a attribué au film un score moyen pondéré de 63 sur 100, basé sur 34 critiques, indiquant « des critiques généralement favorables ».
Le critique de cinéma de CNN, Paul Tatara, a écrit que « le public, quand [il l'a] vu, riait à tous les mauvais moments, et c'est un mauvais signe quand ils sont censés avoir une crise cardiaque collective ». Le critique Owen Gleiberman d'Entertainment Weekly a attribué au film une note "A-" et a félicité Lane pour avoir livré « la performance la plus forte de sa carrière », écrivant qu'elle « est une révélation. Le jeu de la luxure, de la romance, de la dégradation et la culpabilité sur son visage forment la véritable histoire du film ». Roger Ebert du Chicago Sun-Times a écrit que le film, « au lieu de gonfler l'intrigue avec des sensations fortes recyclées, se contente de contempler deux adultes raisonnablement sensés qui se retrouvent dans un dilemme presque insoluble ». Dans le Los Angeles Times, le critique Kenneth Turan a écrit que « le seul interprète qui parvient à entrer dans son personnage est Lane », ajoutant que, « que ce soit dans les hésitations face à sa tentation initiale, dans son abandon sensuel ultérieur ou dans son ambivalence sans fin, le personnage de Lane semble réellement vivre le rôle d'une manière qui lui appartient en propre, d'une manière à laquelle nous pouvons tous nous connecter ».

### Box-office
| Pays ou région        | Box-office      | Date d'arrêt du box-office | Nombre de semaines |
| --------------------- | --------------- | -------------------------- | ------------------ |
| États-Unis            | 52 775 765 $    | 15 août 2002               | 15                 |
| France                | 411 139 entrées | 9 juillet 2002             | 5                  |
| Total hors États-Unis | 66 362 019 $    | 2 mars 2003                |                    |
| Total mondial         | 119 137 784 $   | 2 mars 2003                |                    |

Infidèle est diffusé dans les salles de cinéma américaines le 8 mai 2002 d'abord en sortie limitée, où il engrange 27 831 $ dans deux salles, occupant la quinzième place du box-office le jour de sa sortie. Deux jours plus tard, le film est largement diffusé sur le territoire américain avec 14 065 277 $ de recettes pour son premier week-end à l'affiche, dans une combinaison de 2 817 salles et une troisième place au box-office, démarrage supérieur à celui de  Lolita , précédent long-métrage réalisé par Adrian Lyne, qui connut une désastreuse carrière en salles, où il fut distribué dans peu de salles. Infidèle n'est pas distribué au-delà de 2 625 salles aux États-Unis, mais ne parvient pas à se stabiliser au fil des semaines. Après quatorze semaines d'exploitation, le film finit son exploitation avec 52 775 765 $, dépassant à peine son budget de production de 50 millions de $.
Infidèle fait relativement mieux à l'international, où il rapporte 66 362 019 $ de recettes, pour un total de plus de 119 000 000 $. Il obtient ses meilleurs résultats en Italie (9 millions $), au Allemagne (8 millions $), au Mexique (6 millions $) et au Royaume-Uni (5,6 millions $). En France, il sort le 5 juin 2002 dans 399 salles et reste deux semaines à la quatrième place du box-office avec un cumul de 282 658 entrées. En fin d'exploitation, il totalise plus de 411 000 entrées.